# هری لائو
هری لائو (انگلیسی: Harry Lowe; ۲۰ مارس ۱۸۸۶ – ۱ ژانویهٔ ۱۹۵۸) بازیکن فوتبال، و سرمربی (فوتبال) اهل بریتانیا بود.
از باشگاه‌هایی که در آن بازی کرده‌است می‌توان به باشگاه فوتبال ناتینگهام فارست، باشگاه فوتبال منزفیلد تاون، باشگاه فوتبال لیورپول، و باشگاه فوتبال گرنثم تاون اشاره کرد.